# ヘンリエッテ・フォン・ナッサウ＝ヴァイルブルク
ヘンリエッテ・フォン・ナッサウ＝ヴァイルブルク（Henriette von Nassau-Weilburg, 1780年4月22日 - 1857年1月2日）は、ドイツのナッサウ＝ヴァイルブルク家の侯女で、ヴュルテンベルク王族であるヴュルテンベルク公ルートヴィヒの妃。

## 生涯
ナッサウ＝ヴァイルブルク侯カール・クリスティアンとその妃でオラニエ公ウィレム4世の娘であるカロリーネの間に末娘として生まれた。ごく幼い頃に両親を亡くしたため、兄のナッサウ＝ヴァイルブルク侯フリードリヒ・ヴィルヘルムの手元で育てられた。
1797年1月28日、ヘンリエッテはヴュルテンベルク公フリードリヒ2世オイゲンの次男ルートヴィヒと結婚した。ルートヴィヒはマリア・アンナ・チャルトリスカと離婚しており、この結婚は再婚だった。ヘンリエッテと24歳年上の夫ルートヴィヒの夫婦仲は良好だったと言われる。ルートヴィヒはプロイセンやロシアに将軍として仕えていたため、ヘンリエッテも夫の転勤に従い各国を転々とした。ヴュルテンベルクに帰国後の1811年、夫妻はルートヴィヒの兄であるヴュルテンベルク王フリードリヒ1世よりキルヒハイム城を一家の住居として与えられた。
夫の死後、ヘンリエッテは熱心に社会事業を行うようになり、キルヒハイムの町は彼女のおかげで発展した。晩年のヘンリエッテは敬虔主義派の指導者アルベルト・クナップに深く帰依し、キルヒハイムではその後長いあいだ敬虔主義の説教師たちが盛んに活動していた。
1857年1月2日、キルヒハイムで亡くなり、シュトゥットガルト参事会教会に葬られた。

## 子女
夫ルートヴィヒとの間に5人の子女をもうけた。
- マリア・ドロテア（1797年 - 1855年）　1819年、オーストリア大公・ハンガリー宮中伯ヨーゼフ・アントンと結婚
- アマーリエ（英語版）（1799年 - 1848年）　1817年、ザクセン＝アルテンブルク公ヨーゼフと結婚
- パウリーネ（1800年 - 1873年）　1820年、従兄のヴュルテンベルク王ヴィルヘルム1世と結婚
- エリーザベト・アレクサンドリーネ（英語版）（1802年 - 1864年）　1830年、バーデン大公子ヴィルヘルム（英語版）（バーデン大公レオポルトの弟）と結婚
- アレクサンダー（1804年 - 1885年）